# Кудесна
Ку́десна, или Куде́сна, — река в России, протекает в Михайловском районе Рязанской области и городском округе Серебряные Пруды Московской области, правый приток Осетра.
Длина — 32 км (по другим данным — 30 км, 15 из которых проходят по территории Подмосковья), площадь водосборного бассейна — 246 км². Берёт начало к северу от посёлка Ждановка, протекает по безлесной местности, впадает в Осётр в 114 км от его устья, ниже Серебряных Прудов. Имеет левый приток — реку Елисеевку.
Ихтиофауна представлена следующими видами: окунь, ёрш, плотва, карп (который попадает в реку из Серебряно-Прудского рыбхоза).
На реке расположены населённые пункты Малое Треполье, Трепольский, Совхоз Фрунзенский, Бекленевка (Рязанская область), Кораблевка, Елисеевка, Нижняя Пурловка, Серково (Московская область).
По данным Государственного водного реестра России, относится к Окскому бассейновому округу. Речной бассейн — Ока, речной подбассейн — бассейны притоков Оки до впадения Мокши, водохозяйственный участок — Ока от города Каширы до города Коломны, без реки Москвы.